# Christian Bernard
Christian Bernard (* 1969) ist ein ehemaliger deutscher Squashspieler.

## Karriere
Christian Bernard war insbesondere in den 1980er- und 1990er-Jahren als Squashspieler aktiv. Er war zeitweise auf Rang zwei der nationalen Rangliste platziert. Mit der deutschen Nationalmannschaft nahm er 1991 an der Weltmeisterschaft teil, darüber hinaus gehörte er unter anderem 1988, 1990 und 1995 zum Kader bei Europameisterschaften. 1990 belegte er mit der Mannschaft den zweiten Platz hinter England und wurde damit Vizeeuropameister. Nachdem Bernard 1987 bei den U19-Junioren Deutscher Meister wurde, gelang ihm auch bei den Erwachsenen zweimal der Finaleinzug. 1990 unterlag er Hansi Wiens im Endspiel, acht Jahre darauf hatte er gegen Florian Pößl das Nachsehen. Vier weitere Male erreichte er das Halbfinale. In der Bundesliga wurde er mit den Mannschaften des SC Ludwigsburg, dem OSC Ingolstadt, den Boastars Kiel und dem HSC Nürtingen jeweils Deutscher Meister.
Bernard ist Diplom-Fitnessökonom und betreibt ein Fitnesscenter in St. Ingbert.

## Erfolge
- Vizeeuropameister mit der Mannschaft: 1990
- Deutscher Vizemeister: 1990, 1998